# Hiccoda clarae
Hiccoda clarae là một loài bướm đêm trong họ Noctuidae.